# Stort
A Stort folyó egy folyó Essexben és Hertfordshire-ben, Angliában. 24 mérföld (38 km) hosszú, és Langley falutól délre folyik a Hoddesdonnál található Lea folyóig.
A folyó neve Bishop's Stortford város nevéből eredő visszaképződmény. A 16. századi térképészek, Christopher Saxton és William Camden Stortnak nevezték el, feltételezve, hogy Stortford városát a gázlójáról nevezték el. 
A folyót eredetileg Stournak hívták.
A Stort Navigation a Stort folyó csatornázott szakasza, amely Bishop's Stortfordtól 22 km-re (14 mérföld) tart a Lee Navigációval való összefolyásáig, miközben 15-öt zár.